# 文德尔施泰因7-X

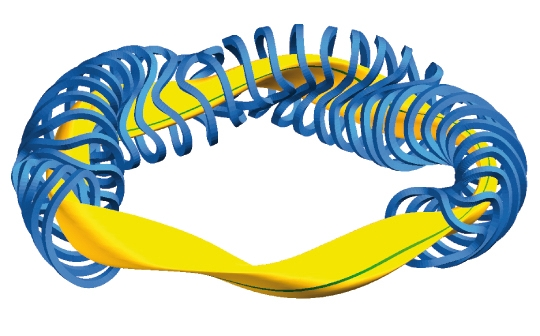
德国文德尔施泰因7-X仿星器的磁面(黄色)和部分线圈(蓝色)

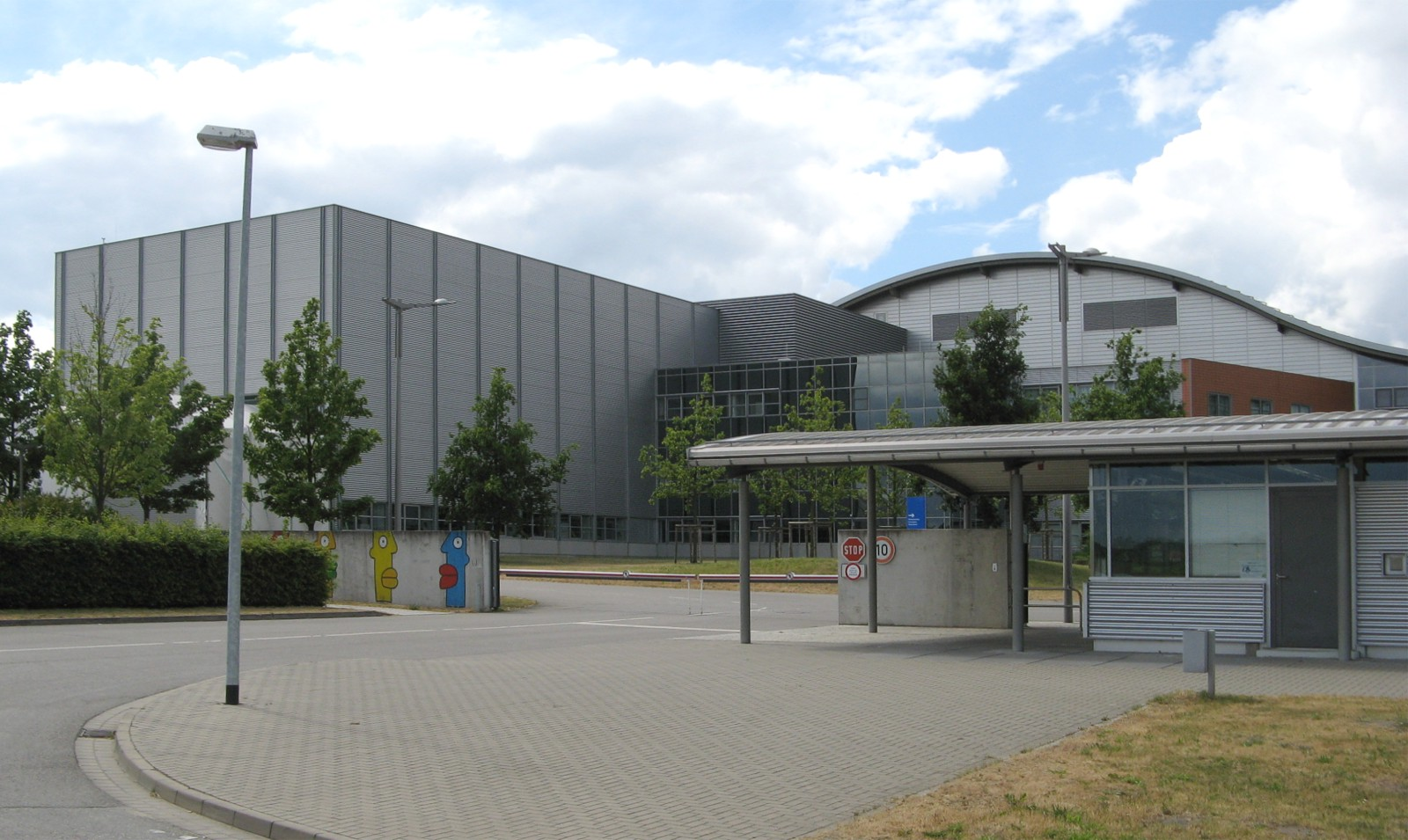
文德尔施泰因7-X研究设施的入口，在格赖夫斯瓦尔德市。

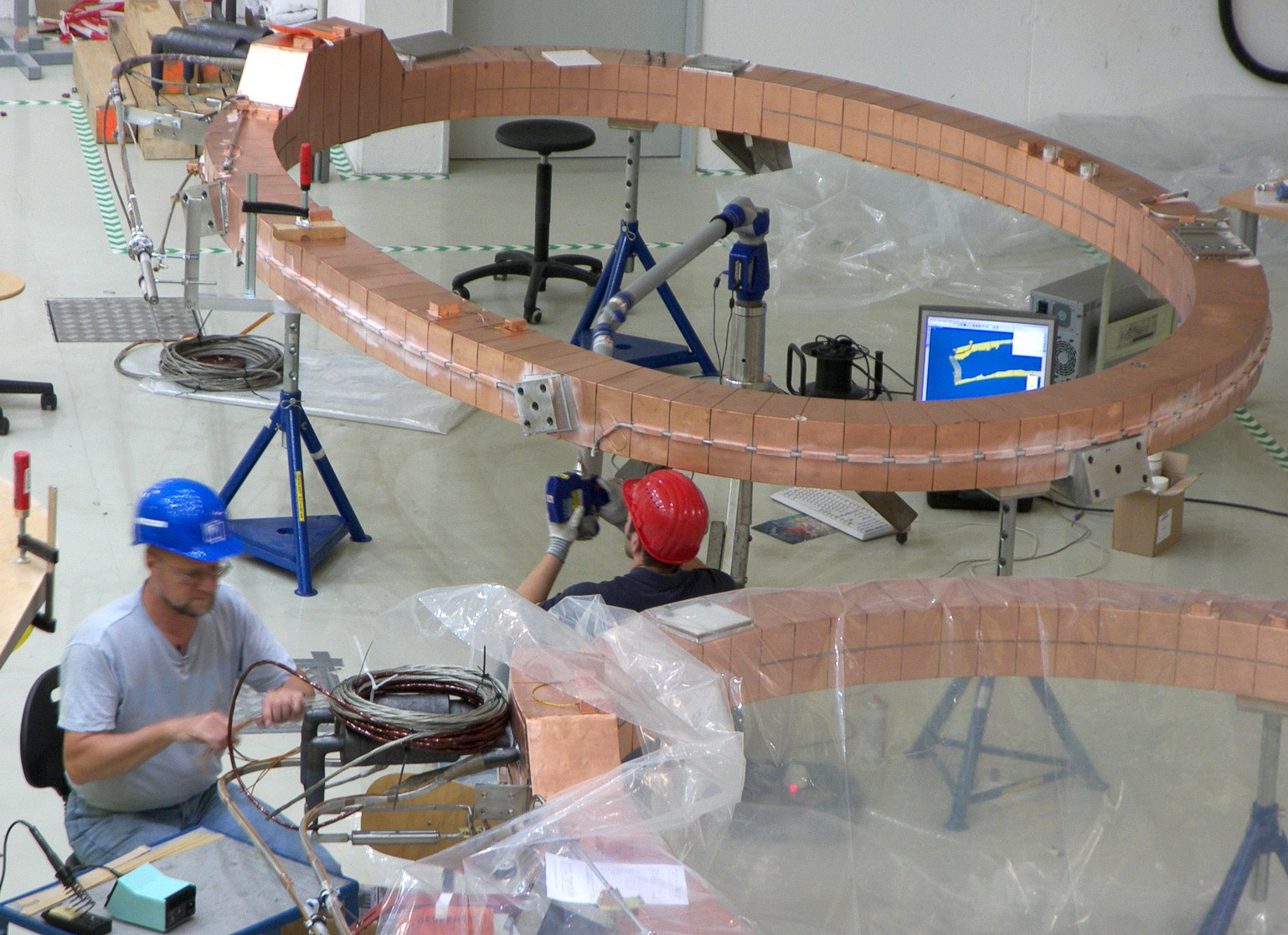
超导馈送线被附着到超导平面线圈。

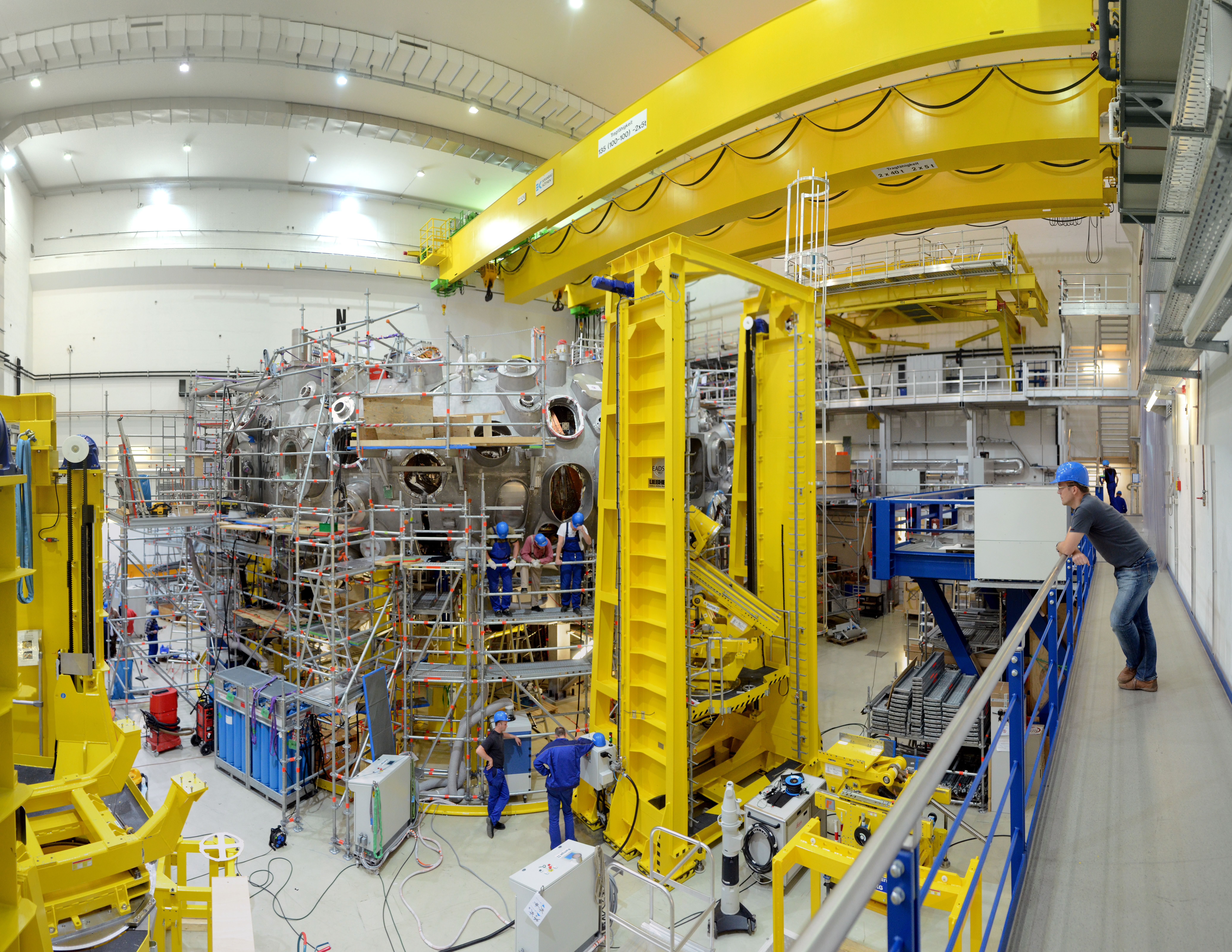
2012年5月的建造。可见的是环面，测试单元偏移，和桥式起重机。注意工人的比例尺度。

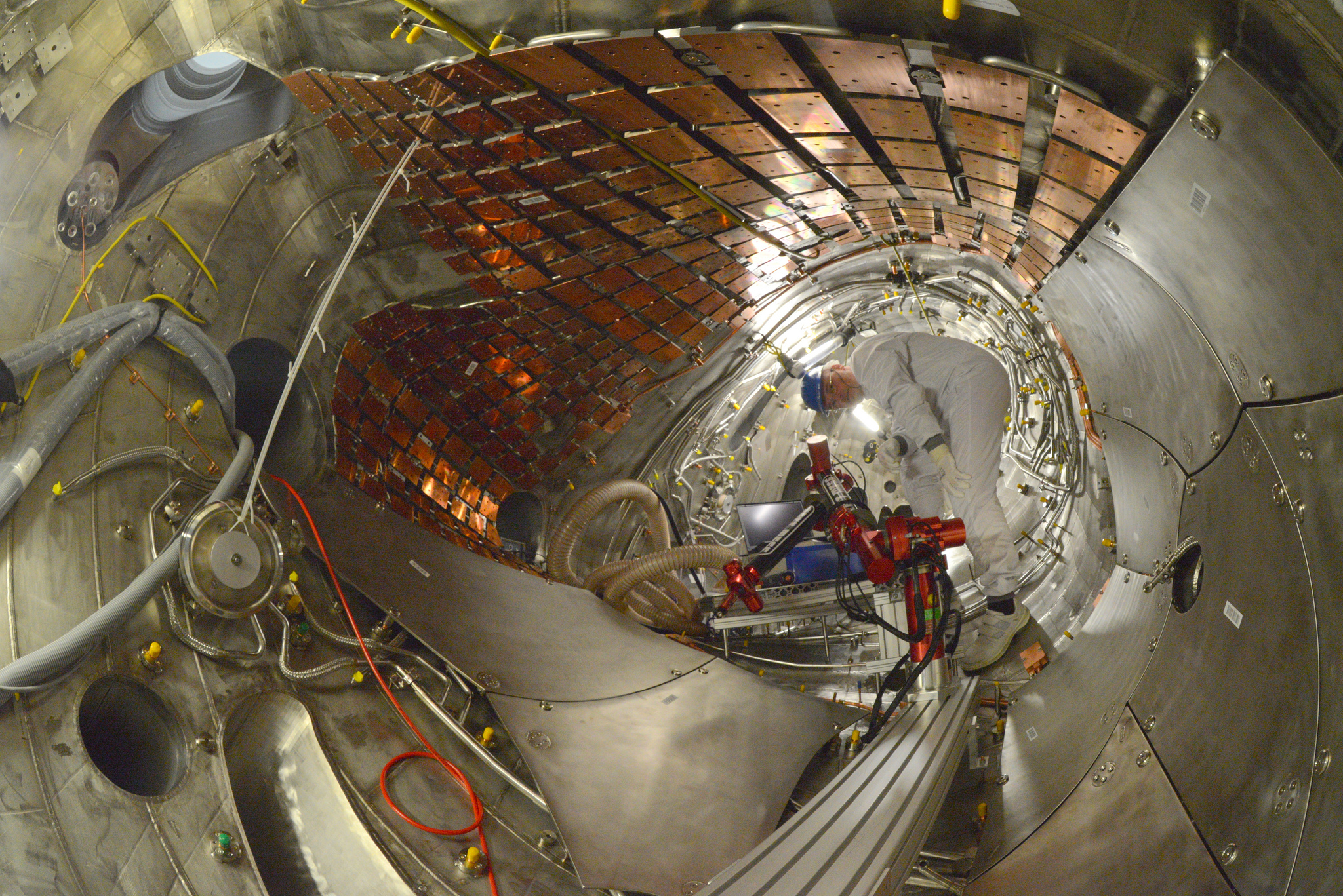
建造中的文德尔施泰因7-X

文德尔施泰因7-X（德語：Wendelstein 7-X）是德国马克斯·普朗克等离子体物理学研究所（IPP）在德国北部城市格赖夫斯瓦尔德建造的一台实验性仿星器受控核聚变装置。该设备于2015年10月建成，其前身为“文德尔施泰因7-AS”（1988 - 2002年）装置。其建造目的是为了测试运用仿星器技术实现核聚变的可能性，尽管其本身还并未达到实用阶段。
文德尔施泰因7-X是应用物理学家萊曼·史匹哲的智慧结晶的仿星器概念，所创建的最大的核聚变装置。它计划实现长达30分钟的高约束等离子体放电连续工作，显示了将来发电设备的一个基本特征：连续运行。
文德尔施泰因7-X的名称来自于德国巴伐利亚州的一座山峰文德尔施泰因。其命名参照了之前普林斯顿大学的“马特洪计划”（Project Matterhorn），其中“马特洪”之名则来源于阿尔卑斯山脉的另一座山峰马特洪峰。
该研究设施是与格赖夫斯瓦尔德大学的独立合作项目。

## 历史
该项目的德国拨款安排谈判进行于1994年，从刚刚合并东德的东北角建立马克斯·普朗克等离子体物理学研究所（IPP）的格赖夫斯瓦尔德分院。它的新建筑于2000年完成。仿星器的建设原本预计将于2006年建成。组装开始于2005年4月。线圈的问题花了大约3年时间解决。时间表滑落到2015年末。
一个三座实验室的美国财团（普林斯顿大学，橡树岭，和洛斯阿拉莫斯国家实验室），成为该项目的合作伙伴，支付10.6亿欧元最终总成本的之中的$750万美元。2012年，普林斯顿大学和马克斯普朗克学会宣布了等离子体物理学的一个新的联合研究中心，包括对W7-X研究。
2014年5月20日落成典礼标志建设阶段的正式结束。在容器检漏一个时期之后，从2014年夏天开始，低温恒温器被抽空，并且磁铁试验是在2015年7月完成。
第一运营阶段（OP1.1）于2015年12月10日开始。在当天，反应堆中成功地生产氦等离子体（1×106 K）下持续约0.1 s。该初始测试用约1 mg氦气注射到抽空的等离子体容器，微波加热被施加用一个短的1.3 MW的脉冲。
2018年7月到11月的实验中实现了100秒的放电时间。
运营阶段2（OP2）计划在2021年底测试冷却偏滤器（divertor）。

## 时间轴
| 年份         | 事件                                         |
| ------------ | -------------------------------------------- |
| 1980         | 规划启动                                     |
| 1994         | 项目启动                                     |
| 2005         | 组装开始                                     |
| 2014         | 落成                                         |
| 2015         | 成功的氦等离子体测试在温度1×106 K持续 ~0.1 s |
| 2016         | 根据预期氢等离子体在温度80×106 K持续0.25 s   |
| 2016年3月    | 结束OP1.1，开始升级阶段                      |
| 2017年6月    | 开始运营阶段OP1.2                            |
| 2018年6月    | 聚变产生6 x 1026 degree-second/m3            |
| 2021(已计划) | OP2 (稳态运行?)                              |

## 合作機構

### 德國
- 柏林工業大學
- 格賴夫斯瓦爾德大學
- 於利希研究中心
- 卡爾斯魯厄理工學院
- 斯圖加特大學Institut für Grenzflächenverfahrenstechnik und Plasmatechnologie (IGVP)
- 德國聯邦物理技術研究院

### 歐洲
- 原子能和替代能源委员会(Commissariat à l'énergie atomique et aux énergies alternatives, 缩写CEA; 法國)
- es（centro de investigaciones energéticas, medioambientales y tecnológicas） (CIEMAT; 西班牙)
- Institute of Nuclear Physics Kraków（instytut fizyki jądrowej im. henryka niewodniczańskiego pan） and National Centre for Nuclear Research（narodowe centrum badań jądrowych） (波蘭)
- Institute of Plasma Physics and Laser Microfusion（instytut fizyki plazmy i laserowej mikrosyntezy）, Warsaw (波蘭)
- KFKI Research Institute for Particle and Nuclear Physics of the Hungarian Academy of Sciences（mta központi fizikai kutatóintézet） (匈牙利)
- Trilateral Euregio Cluster (德國/比利時/荷蘭)

### 美國
- 洛斯阿拉莫斯國家實驗室（LANL）
- 橡樹嶺國家實驗室（ORNL）
- 普林斯頓電漿物理學實驗室（PPPL）
- 威斯康辛大學麥迪遜分校

### 日本
- National Institute for Fusion Science（英语：National Institutes of Natural Sciences, Japan#National Institute for Fusion Science）